# Kirk River
Der Kirk River ist ein Fluss im Osten des australischen Bundesstaates Queensland.

## Geografie

### Flusslauf
Der Fluss entspringt bei der Siedlung Glenell North, nördlich der Leichhardt Range und etwa 75 Kilometer südlich von Townsville. Von dort aus fließt er nach Süd-Südwesten und mündet rund sieben Kilometer östlich der Siedlung Cardigan in den Burdekin River.

### Nebenflüsse mit Mündungshöhen
Der Kirk River hat folgende Nebenflüsse:
- Sandy Creek – 251 m
- Pinnacle Creek – 235 m
- Oaky Creek – 235 m
- Horse Creek – 221 m
- Pandanus Creek – 210 m
- Wellington Spring Creek – 207 m